# イーストコーストの風景
イーストコーストの風景（East Coast Pictures）は、ナイジェル・ヘス作曲の吹奏楽曲。
邦題としては、当該記事名の「イーストコーストの風景」が日本で紹介された最初期のもので これが広く一般に浸透している他、原題をそのまま片仮名書きにした「イースト・コースト・ピクチャーズ」や、ごく一部で 原題を全て訳した「東海岸の風景画」などとも呼称される。

## 概要
英国青少年吹奏楽団（British Youth Wind Orchestra、現在のNational Youth Wind Orchestra of Great Britain）の委嘱で、ナショナル・ウエストミンスター銀行の資金提供により、1985年に作曲された。初演はその年の4月16日にブレント・タウン・ホール（Brent Town Hall）で行われた。
作曲者ヘスが、アメリカの東海岸を訪れたときの印象をもとに、ニューヨークとその近郊の地名・地形・地域（島・山）を題材にした、3曲からなる吹奏楽のための組曲としてまとめた。
演奏時間は、作曲者自身の指揮による録音（参考文献参照）で14分52秒。
楽譜は、当初ヘス自身の出版社であるマイラ・ミュージック（Myra Music）が版権を所有し演奏譜の提供も行っていたが、1999年にイギリスのフェイバー・ミュージック（英語: Faber Music）から正式に出版された。フィリップ・リトルモア（Phillip Littlemore）の編曲によるブラスバンド版もフェイバー・ミュージックから出版されている。

## 編成
| 木管 | 木管                               | 金管  | 金管     | 弦・打 | 弦・打 |
| ---- | ---------------------------------- | ----- | -------- | ------ | --- |
| Fl.  | 2, Picc. 2                         | Crnt. | 3, Tp. 2 | Cb.    | ● |
| Ob.  | 2, C.A.                            | Hr.   | 4        | Timp.  | ● |
| Fg.  | 2, Cfg. (optional)                 | Tbn.  | 2, Bass  | 他     | Glock, Vibes, S.D., T.D., B.D., Tom-t., Clash Cyms., Susp.Cym., Tamb., Trgl., Slapstick, Mark Tree, Guiro, Mcas., W.B., Whistle, Claves, Jaw Bone, Flexatone, Siren |
| Cl.  | 3, E♭ 2, Bass 2, C-Bass (optional) | Eup.  | 2        | 他     | Glock, Vibes, S.D., T.D., B.D., Tom-t., Clash Cyms., Susp.Cym., Tamb., Trgl., Slapstick, Mark Tree, Guiro, Mcas., W.B., Whistle, Claves, Jaw Bone, Flexatone, Siren |
| Sax. | Alt. 2 Ten. 1 Bar. 1               | Tub.  | 2        | 他     | Glock, Vibes, S.D., T.D., B.D., Tom-t., Clash Cyms., Susp.Cym., Tamb., Trgl., Slapstick, Mark Tree, Guiro, Mcas., W.B., Whistle, Claves, Jaw Bone, Flexatone, Siren |

## 各楽章の構成等
楽曲は、各楽章は独立して演奏される（楽章間を連続して演奏されない）、3楽章構成の組曲となっており、その内訳は以下の通りである。
1. シェルター島（Shelter Island）
Bright (♩.=c.138)、12/8拍子
夏は観光客で賑わうが、冬は大西洋の荒波にもまれるシェルター島（英語版）の、冬の週末の情景を描く。
2. キャッツキル山地（The Catskills）
Steady 4 (♩=c.72)、4/4拍子
北部のキャッツキル山地の、静かだが力が漲り、平穏だが威厳のある姿を思い浮かべるように、印象的な旋律がコルネットの独奏などによって奏される。
3. ニューヨーク（New York）
Bright 4 (♩=168)、4/4拍子
マンハッタンの街中の喧騒と活気を表す。象徴的に、一斉休止の静寂を破って緊急車輌のものと思しきサイレンが当該楽章の終盤で鳴り響き、これをきっかけに楽曲の最後の盛り上がりを形作る。